# Der Mann aus Virginia (1946)
Der Mann aus Virginia (Originaltitel: The Virginian) ist ein US-amerikanischer Western aus dem Jahr 1946 von Stuart Gilmore mit Joel McCrea in der Titelrolle. Das Drehbuch basiert auf dem Roman The Virginian von Owen Wister und dem gleichnamigen Bühnenstück von Owen Wister und Kirke La Shelle.

## Handlung
1885 beschließt Molly Wood, die aus einer angesehenen Familie aus Bennington (Vermont) stammt, dass sie mehr vom Leben will, als ihr gesellschaftlich akzeptiertes, aber statisches Leben bieten kann. Molly lässt ihre Familie und ihren Freund Sam Bennett zurück und nimmt eine Stelle als Lehrerin in Bear Creek außerhalb von Medicine Bow (Wyoming) an. Unterwegs wird ihr Zug von den Rindern der Box-H-Ranch angehalten, die von einem Vorarbeiter gehütet werden, der wegen seines Heimatstaates „The Virginian“ (Der Virginianer) genannt wird. 
Während er seine Rinder treibt, hört der Virginianer ein vertrautes Pfeifen und grüßt seinen Freund Steve Andrews, den er seit drei Jahren nicht mehr gesehen hat. Steve freut sich, seinen alten Kumpel wiederzusehen, sagt ihm aber, dass er genug Geld gespart hat, um nach New York zu ziehen, und am nächsten Morgen abreisen wird. Als sie in der Stadt ankommt, erschreckt sich Molly vor einem sanftmütigen Ochsen, aber als der Virginianer sie rettet, indem er sie auf sein Pferd zieht, wird sie wütend auf ihn. Trotz der Abfuhr verteidigt er sie später gegen den Viehdieb Trampas, der ihren Charakter beleidigt. Der Virginianer bittet daraufhin Richter Henry, Molly eines seiner Pferde als Geschenk zu geben und organisiert eine Willkommensparty für sie. Molly weigert sich hartnäckig, sich mit dem Virginianer anzufreunden, aber ihre Gastgeberin Mrs. Taylor ermutigt sie, und als sie herausfindet, dass ihr Pferd von ihm war, willigt sie ein, mit ihm auszureiten. 
Bald hat sich der Virginianer in Molly verliebt, aber sie zögert, seinen Antrag anzunehmen, da es Unterschiede zwischen ihnen gibt. Bevor er zu einem Viehtrieb aufbricht, bittet er sie, ihm ihre Antwort mitzuteilen, wenn er zurückkommt. Während des Viehtriebs verursachen Trampas und seine Männer eine Massenpanik und stehlen zweihundert Stück Vieh aus der Herde von Box-H. Auf der Suche nach den Viehdieben fangen der Virginianer und seine Cowboys Steve unter Trampas‘ Männern, und der Virginianer muss den Befehl geben, seinen Freund hängen zu lassen. Kurz darauf wird der Virginianer von Trampas in den Rücken geschossen und zum Haus der Taylors gebracht, wo er wieder gesund gepflegt werden soll. Molly pflegt ihn fleißig, bis sie herausfindet, dass er Steves Tod verursacht hat. Sie beschließt, in den Osten zurückzukehren. Auf ihrem Weg aus der Stadt überzeugt Andy Jones, der Postkutschenfahrer, sie jedoch, dass sie verliebt ist und zum Virginianer zurückkehren muss. 
Am Tag vor ihrer Hochzeit beschuldigt Trampas den Virginianer öffentlich, ein Gerücht in die Welt gesetzt zu haben, er sei der Boss der Viehdiebe, die gehängt wurden, und befiehlt ihm, bis Sonnenuntergang die Stadt zu verlassen. Trotz Mollys Protesten sucht der Virginianer zum vereinbarten Zeitpunkt nach Trampas und erschießt ihn, nachdem Trampas versucht hat, ihn zu erschießen, als er nicht hinsieht. Der Virginianer und Molly brechen zu ihren Flitterwochen auf, um ihr neues gemeinsames Leben zu beginnen.

## Hintergrund
Gedreht wurde der Film vom 6. November bis Ende Dezember 1944.
Teile des Films wurden im Placerita Canyon gedreht, wo bereits 360 Meter Gleise für einen Zug aus Cecil B. DeMilles Film Union Pacific verlegt worden waren. 
Zu den früheren Verfilmungen von Wisters Roman gehören der Stummfilm The Virginian von Cecil B. DeMille aus dem Jahr 1914 mit Dustin Farnum, der 1904 auch in dem Broadway-Stück mitwirkte, und der von Paramount Famous Lasky produzierte Tonfilm aus dem Jahr 1929 (Der Mann aus Virginia) unter der Regie von Victor Fleming.
Hans Dreier und John Meehan oblag die künstlerische Leitung. Edith Head war für das Kostümbild zuständig, Wally Westmore für das Maskenbild. Farciot Edouart und Gordon Jennings schufen die visuellen Effekte und wurden von Jan Domela, Devereaux Jennings, W. Wallace Kelley, Paul K. Lerpae und Irmin Roberts assistiert. Archie R. Dalzell arbeitete als Kameraführer. Sidney Cutner, George Parrish, Leonid Raab und Leo Shuken leiteten das Orchester.

## Synchronisation
Die deutsche Synchronfassung entstand 1989.
| Rolle           | Schauspieler    | Deutscher Synchronsprecher |
| --------------- | --------------- | -------------------------- |
| Der Virginianer | Joel McCrea     | Thomas Danneberg           |
| Trampas         | Brian Donlevy   | Gert Günther Hoffmann      |
| Molly Wood      | Barbara Britton | Cornelia Meinhardt         |
| Nebraska        | Tom Tully       | Karl Schulz                |
| Mr. Taylor      | Henry O’Neill   | Peter Schiff               |
| Honey Wiggen    | William Frawley | Hans Nitschke              |

## Veröffentlichung
Die Premiere des Films fand am 17. April 1946 in New York statt. In der Bundesrepublik Deutschland wurde er am 5. März 1989 im deutschen Fernsehen ausgestrahlt.

## Kritiken
Der Filmkritiken-Aggregator Rotten Tomatoes hat in einer Auswertung von über 100 User-Kritiken ein Publikumsergebnis von 48 Prozent positiver Bewertungen ermittelt.
Bosley Crowther von der The New York Times befand, man könne nicht behaupten, dass Paramount es geschafft habe, mit dieser gewissenhaften Wiederholung einer seit langem standardisierten Geschichte etwas Neues zu erschaffen. Die Art und Weise, wie Paramount diese 44 Jahre alte Geschichte erzählt, unterscheide sich nicht im Geringsten von der unzähliger Nachahmungsversuche. Tatsächlich scheine eine fast muskelbepackte Ehrfurcht die Autoren und den Regisseur zurückgehalten zu haben, und der Film sei so formell und oberflächlich wie die Durchführung eines Rituals. Die Episoden seien in strenger Reihenfolge angeordnet, das Tempo gemächlich, und die Schauspieler beschränken sich größtenteils auf das Sprechen, was weit vom Western-Stil entfernt sei. Abgesehen von der Verwendung von Technicolor, das wenig bringe, da der Großteil des Films schlicht auf künstlichen Kulissen gedreht wurde, könnte dies die unrühmliche Leistung einer Low-Budget-Studiotruppe sein.
Die Variety hingegen lobte, dass sich die Geschichte über die Jahre hinweg recht gut halte. Diese Version des Romans von Owen Wister sei immer noch ein angenehmer, geschmackvoller Western, mit viel vom alten Charme einer Daguerreotypie.
Das Lexikon des internationalen Films schrieb: „Die klassische Westernkonstellation: der aufrechte Cowboy im Kampf gegen den skrupellosen Bösewicht. Neuverfilmung eines Romans von Owen Wister, die im Gegensatz zu den Adaptionen von Cecil B. DeMille (1914) und Victor Fleming (1929) flach und stereotyp bleibt.“